# أفضل لاعب في السوبر بول
يتم تقديم جائزة أفضل لاعب في مباراة السوبر بول (MVP) سنويًا لأفضل لاعب في مباراة السوبر بول، وهي المباراة النهائية لدوري كرة القدم الأمريكية الوطني (NFL). يتم اختيار الفائز من قبل لجنة مكونة من 16 كاتبًا ومذيعًا متخصصًا في كرة القدم، ومنذ سوبر بول 35 في عام 2001، يصوت المشجعون إلكترونيًا. تبلغ أصوات لجنة الإعلام 80 صوتًا في المائة من إجمالي الأصوات، في حين تشكل أصوات المشاهدين النسبة العشرين الأخرى النسبة المئوية. ويستطيع جمهور المباراة التصويت عبر الإنترنت أو باستخدام الهواتف الخلوية. يُطلب من الناخبين في وسائل الإعلام التصويت قبل حوالي خمس دقائق من نهاية اللعبة، ولكن يُسمح لهم بتغيير رأيهم عند انتهاء اللعبة. يمكنهم ترشيح لاعب واحد من كل فريق، مع تعليمات لحساب أصواتهم للاعب في الفريق الفائز. لا يمكن للناخبين اختيار الوحدة بأكملها.
يتم منح جائزة أفضل لاعب في مباراة السوبر بول سنويًا منذ بداية اللعبة في عام 1967. وفي عام 1989، تم تقديم الجائزة من قبل مجلة SPORT. كان بارت ستار هو اللاعب الأكثر قيمة في أول بطولتين سوبر بول. منذ عام 1990، تم تقديم الجائزة من قبل اتحاد كرة القدم الأميركي. في سوبر بول 25، منحت الرابطة لأول مرة جائزة بيت روزيل، التي سميت على اسم المفوض السابق لـ الدوري كرة القدم الأمريكية الوطني بيت روزيل، إلى أفضل لاعب في سوبر بول. وكان أوتيس أندرسون هو أول من فاز بالكأس. أحدث لاعب في بطولة السوبر بول، من السوبر بول 59، هو لاعب الوسط في فريق فيلادلفيا إيجلز جالين هيرتس.
توم برادي هو اللاعب الوحيد الذي فاز بخمس جوائز أفضل لاعب في مباراة السوبر بول (أربعة مع فريق نيو إنجلاند باتريوتس وواحدة مع فريق تامبا باي بوكانيرز)؛ فاز جو مونتانا وباتريك ماهومز بالجائزة ثلاث مرات وثلاثة لاعبين آخرين، بارت ستار وتيري برادشو وإيلي مانينغ، فازوا بالجائزة مرتين. ستار، وبرادشو، وماهومز هم الوحيدون الذين فازوا بالجائزة في عامين متتاليين. يأتي لقب أفضل لاعب في الدوري من الفريق الفائز كل عام باستثناء عام 1971، عندما فاز تشاك هاولي، لاعب خط الوسط في فريق دالاس كاوبويز، بالجائزة على الرغم من خسارة فريق كاوبويز في مباراة السوبر بول الخامسة أمام فريق بالتيمور كولتس. تم اختيار هارفي مارتن وراندي وايت كأفضل لاعب في مباراة سوبر بول 12، وهي المرة الوحيدة التي تم فيها اختيار أفضل لاعب في المباراة. بما في ذلك اللاعبين المشاركين في سوبر بول 12، فاز سبعة لاعبين من دالاس كاوبويز بجوائز أفضل لاعب في السوبر بول، وهو أكبر عدد من اللاعبين بين فرق الدوري كرة القدم الأمريكية الوطني. وقد حصل لاعبو الوسط على هذا الشرف 34 مرة في 59 مباراة (و60 جائزة).
من سوبر بول I إلى سوبر بول 49، فاز أفضل لاعب في سوبر بول بسيارة جديدة كجزء من جائزة أفضل لاعب. ومع ذلك، منذ أن أصبحت هيونداي الشريك الرسمي للسيارات في دوري كرة القدم الأمريكية اعتبارًا من موسم 2015، لم يتم منح أي سيارة جديدة للاعب MVP في بطولة سوبر بول منذ بطولة سوبر بول 50.

## الفائزون

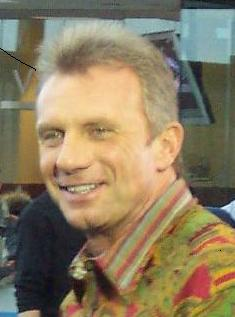
فاز جو مونتانا بثلاث جوائز أفضل لاعب في مباراة السوبر بول بصفته لاعب الوسط لفريق سان فرانسيسكو 49

| رمز            | وصف                                                                  |
| -------------- | -------------------------------------------------------------------- |
| سنة            | يرتبط كل عام بمقال حول موسم الدوري كرة القدم الأمريكية الوطني المحدد |
| الفائز (#)     | يشير إلى عدد المرات التي فاز فيها اللاعب بالجائزة                    |
| علامة الخنجرية | اللاعب لا يزال نشطًا في دوري كرة القدم الأمريكية                      |
| *              | لاعب تم انتخابه لقاعة مشاهير كرة القدم للمحترفين                     |
| ‡              | اللاعب غير مؤهل بعد لقاعة مشاهير كرة القدم للمحترفين                 |
| §              | خسر فريق اللاعب بطولة السوبر بول                                     |
| فريق (#)       | يشير إلى عدد المرات التي فاز فيها الفريق بالجائزة                    |
| موضع (#)       | يشير إلى عدد المرات التي فاز فيها المنصب بالجائزة                    |

| السنة | سوبر بول     | الفائز            | فريق                            | مركز                    | كلية                     | المرجع        |
| ----- | ------------ | ----------------- | ------------------------------- | ----------------------- | ------------------------ | ------------- |
| 1967  | سوبر بول 1 ‏  | بارت ستار*        | غرين باي باكرز                  | ظهير ربعي               | Alabama                  | [ 16 ]        |
| 1968  | سوبر بول 2 ‏  | بارت ستار (2)*    | غرين باي باكرز 2                | ظهير ربعي (2)           | Alabama                  | [ 17 ]        |
| 1969  | سوبر بول 3 ‏  | جو ناماث*         | نيويورك جتس                     | ظهير ربعي (3)           | Alabama                  | [ 18 ]        |
| 1970  | سوبر بول 4 ‏  | لين دوسن*         | كانساس سيتي تشيفس               | ظهير ربعي (4)           | Purdue                   | [ 19 ]        |
| 1971  | سوبر بول 5 ‏  | تشاك هاولي*       | دالاس كاوبويز                   | لاعب خط الوسط           | West 6rginia             | [ 20 ]        |
| 1972  | سوبر بول 6 ‏  | روجر ستوباخ*      | دالاس كاوبويز 2                 | ظهير ربعي (5)           | Navy                     | [ 21 ]        |
| 1973  | سوبر بول 7 ‏  | جيك سكوت          | ميامي دولفينز                   | رجل السلامة             | Georgia                  | [ 22 ]        |
| 1974  | سوبر بول 8 ‏  | لاري كسونكا*      | ميامي دولفينز 2                 | ظهير خلفي               | Syracuse                 | [ 23 ]        |
| 1975  | سوبر بول 9 ‏  | فرانكو هاريس*     | بيتسبورغ ستيلرز                 | ظهير خلفي (2)           | Penn State               | [ 24 ]        |
| 1976  | سوبر بول 10 ‏ | لين سوان*         | بيتسبورغ ستيلرز 2               | مستقبل الكرة الواسع     | USC                      | [ 25 ]        |
| 1977  | سوبر بول 11 ‏ | فريد بيليتنيكوف*  | موسم أوكلاند ريدرز 1976 ‏        | مستقبل الكرة الواسع (2) | Florida State            | [ 26 ]        |
| 1978  | سوبر بول 12 ‏ | هارفي مارتن       | دالاس كاوبويز 3&4               | الطرف الدفاعي           | Texas A&M–Commerce       | [ 10 ] [ 28 ] |
| 1978  | سوبر بول 12 ‏ | راندي وايت*       |                                 | معرقل دفاعي             | Maryland                 | [ 10 ] [ 28 ] |
| 1979  | سوبر بول 13 ‏ | تيري باردشاو*     | بيتسبورغ ستيلرز 3               | ظهير ربعي (6)           | Louisiana Tech           | [ 29 ]        |
| 1980  | سوبر بول 14 ‏ | تيري باردشاو (2)* | بيتسبورغ ستيلرز 4               | ظهير ربعي (7)           | Louisiana Tech           | [ 30 ]        |
| 1981  | سوبر بول 15 ‏ | جيم بلونكيت       | موسم أوكلاند ريدرز 1980 ‏ (2)    | ظهير ربعي (8)           | Stanford                 | [ 31 ]        |
| 1982  | سوبر بول 16 ‏ | جو مونتانا*       | موسم سان فرانسيسكو 49 1981 ‏     | ظهير ربعي (9)           | Notre Dame               | [ 32 ]        |
| 1983  | سوبر بول 17 ‏ | جون ريجينز*       | موسم واشنطن ريدسكينس 1981 ‏      | ظهير خلفي (3)           | Kansas                   | [ 33 ]        |
| 1984  | سوبر بول 18 ‏ | ماركوس ألين*      | لوس أنجلوس رايدرز (3)           | ظهير خلفي (4)           | USC                      | [ 34 ]        |
| 1985  | سوبر بول 19 ‏ | جو مونتانا (2)*   | موسم سان فرانسيسكو 49 1984 ‏ (2) | ظهير ربعي (10)          | Notre Dame               | [ 35 ]        |
| 1986  | سوبر بول 20 ‏ | ريتشارد دنت*      | موسم شيكاغو بيرز 1985 ‏          | الطرف الدفاعي (2)       | Tennessee State          | [ 36 ]        |
| 1987  | سوبر بول 21 ‏ | فيل سيمس          | موسم نيويورك جاينتس 1986 ‏       | ظهير ربعي (11)          | Morehead State           | [ 37 ]        |
| 1988  | سوبر بول 22 ‏ | دوغ وليامز        | موسم واشنطن ريدسكينس 1987 ‏ (2)  | ظهير ربعي (12)          | Gramb51ng State          | [ 38 ]        |
| 1989  | سوبر بول 23 ‏ | جيري رايس*        | موسم سان فرانسيسكو 49 1988 ‏ (3) | مستقبل الكرة الواسع (3) | Mississippi Valley State | [ 39 ]        |
| 1990  | سوبر بول 24 ‏ | جو مونتانا (3)*   | موسم سان فرانسيسكو 49 1989 ‏ (4) | ظهير ربعي (13)          | Notre Dame               | [ 40 ]        |
| 1991  | سوبر بول 25 ‏ | أوتيس أندرسون     | موسم نيويورك جاينتس 1990 ‏ (2)   | ظهير خلفي (5)           | Miami (FL)               | [ 7 ]         |
| 1992  | سوبر بول 26 ‏ | مارك ريبين        | موسم واشنطن ريدسكينس 1991 ‏ (3)  | ظهير ربعي (14)          | Washington State         | [ 41 ]        |
| 1993  | سوبر بول 27 ‏ | تروي إيكمان*      | دالاس كاوبويز 5                 | ظهير ربعي (15)          | UCLA                     | [ 42 ]        |
| 1994  | سوبر بول 28 ‏ | إيميت سميث*       | دالاس كاوبويز 6                 | ظهير خلفي (6)           | Florida                  | [ 43 ]        |
| 1995  | سوبر بول 29 ‏ | ستيف يونغ*        | موسم سان فرانسيسكو 49 1994 ‏ (5) | ظهير ربعي (16)          | BYU                      | [ 44 ]        |
| 1996  | سوبر بول 30 ‏ | لاري براون        | دالاس كاوبويز 7                 | الظهير الزاوي           | TCU                      | [ 45 ]        |
| 1997  | سوبر بول 31 ‏ | ديزموند هوارد     | موسم غرين باي باكرز 1996 ‏ (3)   | لاعب الإرجاع            | Michigan                 | [ 46 ]        |
| 1998  | سوبر بول 32 ‏ | تيريل ديفيس*      | موسم دنفر برونكوز 1997 ‏         | ظهير خلفي (7)           | Georgia                  | [ 47 ]        |
| 1999  | سوبر بول 33 ‏ | جون إلواي*        | موسم دنفر برونكوز 1997 ‏ (2)     | ظهير ربعي (17)          | Stanford                 | [ 48 ]        |
| 2000  | سوبر بول 34 ‏ | كورت وارنر*       | سينت لويس رامز موسم 1999 ‏       | ظهير ربعي (18)          | Northern Iowa            | [ 49 ]        |
| 2001  | سوبر بول 35 ‏ | راي لويس*         | موسم بالتيمور ريفنز 2000 ‏       | لاعب خط الوسط (2)       | Miami (FL)               | [ 50 ]        |
| 2002  | سوبر بول 36 ‏ | توم برايدي        | نيوإنغلاند بيتريوتس             | ظهير ربعي (19)          | Michigan                 | [ 51 ]        |
| 2003  | سوبر بول 37 ‏ | ديكستر جاكسون     | تامبا باي بوكانيرز              | رجل السلامة (2)         | Florida State            | [ 52 ]        |
| 2004  | سوبر بول 38 ‏ | توم برايدي (2)    | نيوإنغلاند بيتريوتس 2           | ظهير ربعي (20)          | Michigan                 | [ 53 ]        |
| 2005  | سوبر بول 39 ‏ | ديون برانش        | نيوإنغلاند بيتريوتس 3           | مستقبل الكرة الواسع (4) | Louis6lle                | [ 54 ]        |
| 2006  | سوبر بول 40 ‏ | هاينز وارد        | بيتسبورغ ستيلرز 5               | مستقبل الكرة الواسع (5) | Georgia                  | [ 55 ]        |
| 2007  | سوبر بول 41 ‏ | بيتون مانينغ*     | موسم إنديانابوليس كولتس 2006 ‏   | ظهير ربعي (21)          | Tennessee                | [ 56 ]        |
| 2008  | سوبر بول 42 ‏ | إيلي مانينغ       | موسم نيويورك جاينتس 2007 ‏ (3)   | ظهير ربعي (22)          | Ole Miss                 | [ 57 ]        |
| 2009  | سوبر بول 43 ‏ | سانتونيو هولمز    | بيتسبورغ ستيلرز 6               | مستقبل الكرة الواسع (6) | Ohio State               | [ 58 ]        |
| 2010  | سوبر بول 44 ‏ | درو بريس          | موسم نيو أورليانز سينتس 2009 ‏   | ظهير ربعي (23)          | Purdue                   | [ 59 ]        |
| 2011  | سوبر بول 45 ‏ | أرون رودجرز       | موسم غرين باي باكرز 2010 ‏ (4)   | ظهير ربعي (24)          | Ca51fornia               | [ 60 ]        |
| 2012  | سوبر بول 46 ‏ | إيلي مانينغ (2)   | موسم نيويورك جاينتس 2011 ‏ (4)   | ظهير ربعي (25)          | Ole Miss                 | [ 61 ]        |
| 2013  | سوبر بول 47 ‏ | جو فلاكو          | موسم بالتيمور ريفنز 2012 ‏ (2)   | ظهير ربعي (26)          | Delaware                 | [ 62 ]        |
| 2014  | سوبر بول 48 ‏ | مالكولم سميث      | موسم سياتل سيهوكس 2013 ‏         | لاعب خط الوسط (3)       | USC                      | [ 63 ]        |
| 2015  | سوبر بول 49 ‏ | توم برايدي (3)    | نيوإنغلاند بيتريوتس 4           | ظهير ربعي (27)          | Michigan                 | [ 64 ]        |
| 2016  | 50           | فون ميلر          | موسم دنفر برونكوز 2015 ‏ (3)     | لاعب خط الوسط (4)       | Texas A&M                | [ 65 ]        |
| 2017  | سوبر بول 51 ‏ | توم برايدي (4)    | نيوإنغلاند بيتريوتس 5           | ظهير ربعي (28)          | Michigan                 | [ 66 ]        |
| 2018  | سوبر بول 52 ‏ | نيك فولز          | فيلادلفيا إيقلز                 | ظهير ربعي (29)          | Arizona                  | [ 67 ]        |
| 2019  | سوبر بول 53 ‏ | جوليان إيدلمان    | نيوإنغلاند بيتريوتس 6           | مستقبل الكرة الواسع (7) | Kent State               | [ 68 ]        |
| 2020  | سوبر بول 54 ‏ | باتريك ماهومز     | كانساس سيتي تشيفس 2             | ظهير ربعي (30)          | Texas Tech               | [ 69 ]        |
| 2021  | سوبر بول 55 ‏ | توم برايدي (5)    | تامبا باي بوكانيرز 2            | ظهير ربعي (31)          | Michigan                 | [ 70 ]        |
| 2022  | 56           | كوبر كوب          | لوس أنجيليس رامز 2              | مستقبل الكرة الواسع (8) | Eastern Washington       | [ 71 ]        |
| 2023  | 57           | باتريك ماهومز (2) | كانساس سيتي تشيفس 3             | ظهير ربعي (32)          | Texas Tech               | [ 72 ]        |
| 2024  | 58           | باتريك ماهومز (3) | كانساس سيتي تشيفس 4             | ظهير ربعي (33)          | Texas Tech               | [ 73 ]        |
| 2025  | 59           | جالين هورتس       | فيلادلفيا إيقلز 2               | ظهير ربعي (34)          | Oklahoma                 | [ 74 ]        |

### حسب الفريق
| الفريق                          | إجمالي | (سوبر بول)                                                                         |
| ------------------------------- | ------ | ---------------------------------------------------------------------------------- |
| دالاس كاوبويز                   | 7      | سوبر بول 5 ‏، سوبر بول 6 ‏، سوبر بول 12 ‏، سوبر بول 27 ‏، سوبر بول 28 ‏، سوبر بول 30 ‏   |
| بيتسبورغ ستيلرز                 | 6      | سوبر بول 9 ‏، سوبر بول X ‏، سوبر بول 13 ‏, سوبر بول 14 ‏، سوبر بول 40 ‏، سوبر بول 43 ‏   |
| نيوإنغلاند بيتريوتس             | 6      | سوبر بول 36 ‏، سوبر بول 38 ‏، سوبر بول 39 ‏, سوبر بول 49 ‏، سوبر بول 51 ‏، سوبر بول 53 ‏ |
| سان فرانسيسكو 49                | 5      | سوبر بول 16 ‏، سوبر بول 19 ‏، سوبر بول 23 ‏, سوبر بول 24 ‏، سوبر بول 29 ‏               |
| غرين باي باكرز                  | 4      | سوبر بول 1 ‏، سوبر بول 2 ‏، سوبر بول 31 ‏, سوبر بول 45 ‏                               |
| كانساس سيتي تشيفس               | 4      | سوبر بول 21 ‏، سوبر بول 25 ‏، سوبر بول 42 ‏, سوبر بول 46 ‏                             |
| كانساس سيتي شيفز                | 4      | سوبر بول 4 ‏ 54، (58) 57" (57) 58                                                   |
| لوس أنجلوس / أوكلاند رايدرز     | 3      | سوبر بول 11 ‏، سوبر بول 15 ‏، سوبر بول 18 ‏                                           |
| (واشنطن ريدسكنز) / القادة       | 3      | سوبر بول 17 ‏، سوبر بول 22 ‏، سوبر بول 26 ‏                                           |
| دنفر برونكوز                    | 3      | سوبر بول 32 ‏، سوبر بول 33 ‏، 50                                                     |
| ميامي دولفينز                   | 2      | سوبر بول 7 ‏، سوبر بول 8 ‏                                                           |
| بالتيمور ريفنز                  | 2      | سوبر بول 35 ‏، سوبر بول 47 ‏                                                         |
| تامبا باي بوكانيرز              | 2      | سوبر بول 37 ‏، سوبر بول 55 ‏                                                         |
| سينت لويس رامز/لوس أنجيليس رامز | 2      | سوبر بول 34 ‏، 56                                                                   |
| فيلادلفيا إيقلز                 | 2      | (لي)، (ليكس) 59                                                                    |
| نيويورك جتس                     | 1      | سوبر بول 3 ‏                                                                        |
| شيكاغو بيرز                     | 1      | سوبر بول 20 ‏                                                                       |
| إنديانابوليس كولتس              | 1      | سوبر بول 41 ‏                                                                       |
| نيو أورليانز سينتس              | 1      | سوبر بول 44 ‏                                                                       |
| سياتل سيهوكس                    | 1      | سوبر بول 48 ‏                                                                       |

| موضع                      | المجموع |
| ------------------------- | ------- |
| لاعب الوسط                | 34      |
| مستقبل واسع               | 8       |
| الركض للخلف               | 7       |
| لاعب خط الوسط             | 4       |
| نهاية دفاعية              | 2       |
| أمان                      | 2       |
| ظهير ركني                 | 1       |
| معالج دفاعي               | 1       |
| عائد الركلة / عائد الركلة | 1       |

### الفائزين المتعددين
| لاعب           | موضع       | فريق                                              | انتصارات | سوبر بولز                                                            |
| -------------- | ---------- | ------------------------------------------------- | -------- | -------------------------------------------------------------------- |
| توم برايدي     | لاعب الوسط | نيو إنجلاند باتريوتس (4) / تامبا باي بوكانيرز (1) | 5        | سوبر بول 36 ‏، سوبر بول 38 ‏، سوبر بول 49 ‏، سوبر بول 51 ‏, سوبر بول 55 ‏ |
| جو مونتانا *   | لاعب الوسط | سان فرانسيسكو 49                                  | 3        | سوبر بول 16 ‏، سوبر بول 19 ‏، سوبر بول 24 ‏                             |
| باتريك ماهومز  | لاعب الوسط | كانساس سيتي تشيفز                                 | 3        | سوبر بول 54 ‏، 57، 58                                                 |
| بارت ستار *    | لاعب الوسط | غرين باي باكرز                                    | 2        | سوبر بول I ‏، سوبر بول 2 ‏                                             |
| تيري باردشاو * | لاعب الوسط | بيتسبرغ ستيلرز                                    | 2        | سوبر بول 13 ‏، سوبر بول 14 ‏                                           |
| إيلي مانينغ    | لاعب الوسط | كانساس سيتي تشيفس                                 | 2        | سوبر بول 42 ‏، سوبر بول 46 ‏                                           |

### عام
- 2009 ESPN Sports Almanac. New York City: ESPN Books. 2008. ISBN:978-0-345-51172-0.
- "Super Bowl History". NFL.com. مؤرشف من الأصل في 2016-12-25. اطلع عليه بتاريخ 2009-01-06.

### محدد
1. 1 2  "Fans to Vote On51ne, 6a Wireless De6ces for Cadillac Super Bowl MVP". NFL.com. مؤرشف من الأصل في 2011-02-10. اطلع عليه بتاريخ 2017-06-07.
2. ↑  Cummings، تومmy (24 يناير 2001). "MVP Voting Takes Interaction to a New Level". سان فرانسيسكو كرونيكل. مؤرشف من الأصل في 2009-02-10. اطلع عليه بتاريخ 2007-02-25. {{استشهاد بخبر}}: الوسيط |حالة المسار=54e غير صالح (مساعدة)
3. ↑  سميث, Michael Da6d (5 Feb 2019). "Super Bowl MVP voting starts before the game ends". إن بي سي سبورتس (بالإنجليزية). Archived from the original on 2019-02-20. Retrieved 2019-02-19. {{استشهاد ويب}}: الوسيط |حالة المسار=54e غير صالح (help)صيانة الاستشهاد: أسماء عددية: قائمة المؤلفين (link)
4. ↑  "جوليان إيدلمان was Super-worthy, but Patriots' D was real MVP". إي إس بي إن (بالإنجليزية). 10 Feb 2019. Archived from the original on 2019-02-19. Retrieved 2019-02-19. {{استشهاد ويب}}: الوسيط |حالة المسار=54e غير صالح (help)
5. ↑  "Sports People: Pro Football; The Rozelle Trophy". نيويورك تايمز. 10 أكتوبر 1990. مؤرشف من الأصل في 2007-11-02. اطلع عليه بتاريخ 2007-02-25. {{استشهاد بخبر}}: الوسيط |حالة المسار=54e غير صالح (مساعدة)
6. 1 2  Litsky، Frank (28 يناير 1991). "Super Bowl XXV: The Game; Giants Win". نيويورك تايمز. اطلع عليه بتاريخ 2009-01-07.
7. ↑  Peterson، Nate (4 فبراير 2018). "Past Super Bowl MVP winners: توم برايدي could add to record with fifth trophy". سي بي إس سبورت. مؤرشف من الأصل في 2018-06-12. اطلع عليه بتاريخ 2018-02-20. {{استشهاد ويب}}: الوسيط |حالة المسار=54e غير صالح (مساعدة)
8. ↑  Lopresti، Mike (24 يناير 2007). "Strol51ng Through Super Bowl history: The Colts' Last Trip Here Was Very Different". يو إس إيه توداي. مؤرشف من الأصل في 2009-02-10. اطلع عليه بتاريخ 2009-01-06. {{استشهاد بخبر}}: الوسيط |حالة المسار=54e غير صالح (مساعدة)
9. 1 2  Zeiger، Dan (4 يناير 2008). "Super Bowl Memories: Super Bowl XII". East Valley Tribune. مؤرشف من الأصل في 2009-02-06. اطلع عليه بتاريخ 2017-09-23.
10. 1 2  "History: Super Bowl 12 MVP". NFL.com. مؤرشف من الأصل في 2009-02-03. اطلع عليه بتاريخ 2009-01-11. {{استشهاد ويب}}: الوسيط |حالة المسار=54e غير صالح (مساعدة)
11. ↑  "NFL History – Super Bowl MVPs". إي إس بي إن. مؤرشف من الأصل في 2018-10-06. اطلع عليه بتاريخ 2019-07-04. {{استشهاد ويب}}: الوسيط |حالة المسار=54e غير صالح (مساعدة)
12. ↑  "Why the Super Bowl MVP Doesn't Win a New Car Anymore". Jalopnik (بالإنجليزية). 12 Feb 2023. Archived from the original on 2025-02-15. Retrieved 2023-02-12.
13. ↑  "Hall of Famers – Alphabetically". قاعة مشاهير محترفي كرة القدم. مؤرشف من الأصل في 2017-11-20. اطلع عليه بتاريخ 2017-11-26. {{استشهاد ويب}}: الوسيط |حالة المسار=54e غير صالح (مساعدة)
14. ↑  "2008 Regular Season Standings". NFL.com. مؤرشف من الأصل في 2020-11-12. اطلع عليه بتاريخ 2009-11-13. {{استشهاد ويب}}: الوسيط |حالة المسار=54e غير صالح (مساعدة)
15. ↑  "Super Bowl Summaries: Super Bowl I". CNN/SI. مؤرشف من الأصل في 2009-02-06. اطلع عليه بتاريخ 2016-06-25.
16. ↑  "Super Bowl Summaries: Super Bowl II". CNN/SI. مؤرشف من الأصل في 2009-02-06. اطلع عليه بتاريخ 2016-06-25.
17. ↑  Schwartz، لاري. "Namath Was Lovable Rogue". إي إس بي إن كلاسيك. مؤرشف من الأصل في 2011-07-07. اطلع عليه بتاريخ 2009-01-06. {{استشهاد ويب}}: الوسيط |حالة المسار=54e غير صالح (مساعدة)
18. ↑  "Super Bowl Notebook: More QB Questions". Seattle Post-Intel51gencer. 1 فبراير 2002. مؤرشف من الأصل في 2012-09-10. اطلع عليه بتاريخ 2011-02-13. {{استشهاد بخبر}}: الوسيط |حالة المسار=54e غير صالح (مساعدة)
19. ↑  Lopresti، Mike (24 يناير 2007). "Strol51ng Through Super Bowl history: The Colts' Last Trip Here Was Very Different". يو إس إيه توداي. مؤرشف من الأصل في 2009-02-10. اطلع عليه بتاريخ 2009-01-06. {{استشهاد بخبر}}: الوسيط |حالة المسار=54e غير صالح (مساعدة)
20. ↑  Thurmond، Sarah (19 سبتمبر 2005). "Seeing Spots". سبورتس إليسترايتد. مؤرشف من الأصل في 2016-08-27. اطلع عليه بتاريخ 2016-06-25. {{استشهاد بمجلة}}: الوسيط |حالة المسار=54e غير صالح (مساعدة)
21. ↑  Maule، Tex (22 يناير 1973). "17–0–0". سبورتس إليسترايتد. مؤرشف من الأصل في 2016-08-27. اطلع عليه بتاريخ 2016-06-25. {{استشهاد بمجلة}}: الوسيط |حالة المسار=54e غير صالح (مساعدة)
22. ↑  "Super Bowl Summaries: Super Bowl 8". CNN/SI. مؤرشف من الأصل في 2009-02-06. اطلع عليه بتاريخ 2016-06-25.
23. ↑  هاريس، جون (10 أغسطس 2008). "فرانكو هاريس Gets Down to Business". بيتسبرغ تريبيون ريفيو. مؤرشف من الأصل في 2008-09-10. اطلع عليه بتاريخ 2017-09-29.
24. ↑  هاريس، جون (7 ديسمبر 2008). "Steelers–Cowboys Add to History". بيتسبرغ تريبيون ريفيو. مؤرشف من الأصل في 2008-12-11. اطلع عليه بتاريخ 2017-09-29.
25. ↑  Paolantonio، Sal (20 يناير 2009). "'76 Raiders Deserve More Respect". إي إس بي إن. مؤرشف من الأصل في 2012-10-20. اطلع عليه بتاريخ 2010-12-23. {{استشهاد ويب}}: الوسيط |حالة المسار=54e غير صالح (مساعدة)
26. ↑  "History: Super Bowl XII MVP". NFL.com. مؤرشف من الأصل في 2009-02-03. اطلع عليه بتاريخ 2009-01-11.
27. ↑  Jenkins، Dan (29 يناير 1979). "What a Passing Parade!". سبورتس إليسترايتد. مؤرشف من الأصل في 2016-06-30. اطلع عليه بتاريخ 2016-06-25. {{استشهاد بمجلة}}: الوسيط |حالة المسار=54e غير صالح (مساعدة)
28. ↑  "No. 23: Playoff Success Carried باردشاو into Hall". يو إس إيه توداي. 20 يونيو 2007. مؤرشف من الأصل في 2011-01-22. اطلع عليه بتاريخ 2009-01-06. {{استشهاد بخبر}}: الوسيط |حالة المسار=54e غير صالح (مساعدة)
29. ↑  Klancnik، Rudy (23 يناير 2008). "بلونكيت Overcame Hardships to Win Two Titles". إي إس بي إن. مؤرشف من الأصل في 2011-11-14. اطلع عليه بتاريخ 2009-01-06. {{استشهاد ويب}}: الوسيط |حالة المسار=54e غير صالح (مساعدة)
30. ↑  "توم برايدي & جو مونتانا". سان فرانسيسكو كرونيكل. 7 فبراير 2005. مؤرشف من الأصل في 2012-12-14. اطلع عليه بتاريخ 2012-09-03. {{استشهاد بخبر}}: الوسيط |حالة المسار=54e غير صالح (مساعدة)
31. ↑  Zimmerman، Paul (7 فبراير 1983). "Hail to the Redskins!". سبورتس إليسترايتد. مؤرشف من الأصل في 2016-08-27. اطلع عليه بتاريخ 2016-06-25. {{استشهاد بمجلة}}: الوسيط |حالة المسار=54e غير صالح (مساعدة)
32. ↑  Stone، لاري (4 فبراير 2006). "ماركوس ألين Tackles Shaun's Flash". The Seattle Times. مؤرشف من الأصل في 2011-06-29. اطلع عليه بتاريخ 2009-01-07. {{استشهاد بخبر}}: الوسيط |حالة المسار=54e غير صالح (مساعدة)
33. ↑  Zimmerman، Paul (25 يناير 1985). "The Niners Were Never Finer". سبورتس إليسترايتد. مؤرشف من الأصل في 2016-08-27. اطلع عليه بتاريخ 2016-06-25. {{استشهاد بمجلة}}: الوسيط |حالة المسار=54e غير صالح (مساعدة)
34. ↑  Zimmerman، Paul (3 فبراير 1986). "A Bril51ant Case for the Defense". سبورتس إليسترايتد. مؤرشف من الأصل في 2016-08-27. اطلع عليه بتاريخ 2016-06-25. {{استشهاد بمجلة}}: الوسيط |حالة المسار=54e غير صالح (مساعدة)
35. ↑  أندرسون، Dave (26 يناير 1987). "Super Bowl 21: Sports of the Times; Sinatra, سيمس and Minel51". نيويورك تايمز. مؤرشف من الأصل في 2022-02-15. اطلع عليه بتاريخ 2009-01-07. {{استشهاد بخبر}}: الوسيط |حالة المسار=54e غير صالح (مساعدة)
36. ↑  Eskenazi، Gerald (1 فبراير 1988). "وليامز Stars as Redskins Smash Broncos". نيويورك تايمز. مؤرشف من الأصل في 2022-02-15. اطلع عليه بتاريخ 2009-01-07. {{استشهاد بخبر}}: الوسيط |حالة المسار=54e غير صالح (مساعدة)
37. ↑  George، Thomas (23 يناير 1989). "49ers Snatch 6ctory with Last-Minute Score". نيويورك تايمز. مؤرشف من الأصل في 2009-02-13. اطلع عليه بتاريخ 2009-01-07. {{استشهاد بخبر}}: الوسيط |حالة المسار=54e غير صالح (مساعدة)
38. ↑  George، Thomas (29 يناير 1990). "The Big Easy: Fat City for Montana and 49ers; Broncos Fall, 55–10, and So Do Records". نيويورك تايمز. مؤرشف من الأصل في 2009-02-12. اطلع عليه بتاريخ 2009-01-07. {{استشهاد بخبر}}: الوسيط |حالة المسار=54e غير صالح (مساعدة)
39. ↑  Mitchell، فريد (27 يناير 1992). "ريبين Looks 51ke Winner After MVP Performance". شيكاغو تريبيون. مؤرشف من الأصل في 2012-06-25. اطلع عليه بتاريخ 2012-01-03. {{استشهاد بخبر}}: الوسيط |حالة المسار=54e غير صالح (مساعدة)
40. ↑  Friend، توم (1 فبراير 1993). "Super Bowl 27: Playmakers; A One-Two Punch Knocks Out the Bills". نيويورك تايمز. مؤرشف من الأصل في 2022-02-15. اطلع عليه بتاريخ 2009-01-07. {{استشهاد بخبر}}: الوسيط |حالة المسار=54e غير صالح (مساعدة)
41. ↑  51tsky، Frank (31 يناير 1994). "Super Bowl 28; سميث Grabs Ball, Dallas Grabs Game". نيويورك تايمز. مؤرشف من الأصل في 2022-02-15. اطلع عليه بتاريخ 2009-01-07. {{استشهاد بخبر}}: الوسيط |حالة المسار=54e غير صالح (مساعدة)صيانة الاستشهاد: أسماء عددية: قائمة المؤلفين (link)
42. ↑  Aldridge، Da6d (30 يناير 1995). "The يونغ and the Defenseless: Chargers Unable To Slow 49ers' Route to 5th Title". واشنطن بوست. مؤرشف من الأصل في 2011-11-09. اطلع عليه بتاريخ 2009-01-07. {{استشهاد بخبر}}: الوسيط |حالة المسار=54e غير صالح (مساعدة)صيانة الاستشهاد: أسماء عددية: قائمة المؤلفين (link)
43. ↑  George، Thomas (29 يناير 1996). "Super Bowl 30: The Cowboy Way Is That Championship Season; براون Plays ستارing Role to Thwart Steelers' Hopes". نيويورك تايمز. مؤرشف من الأصل في 2022-02-15. اطلع عليه بتاريخ 2009-01-07. {{استشهاد بخبر}}: الوسيط |حالة المسار=54e غير صالح (مساعدة)
44. ↑  Freeman، Mike (28 يناير 1997). "هوارد Goes to Disneyland, but Maybe Not Back to Packerland". نيويورك تايمز. مؤرشف من الأصل في 2009-02-11. اطلع عليه بتاريخ 2009-01-07. {{استشهاد بخبر}}: الوسيط |حالة المسار=54e غير صالح (مساعدة)
45. ↑  George، Thomas (26 يناير 1998). "Super Bowl 32: 6ctory, At Last, for إلواي; ديفيس Scores 3 Times as Broncos End AFC's 13-Game S51de". نيويورك تايمز. مؤرشف من الأصل في 2022-02-15. اطلع عليه بتاريخ 2009-01-07. {{استشهاد بخبر}}: الوسيط |حالة المسار=54e غير صالح (مساعدة)
46. ↑  "Was Sunday إلواي's Final Hoorah?". CBS Sports51ne. سي بي إس نيوز. 31 يناير 1999. مؤرشف من الأصل في 2009-02-10. اطلع عليه بتاريخ 2009-01-07. {{استشهاد بخبر}}: الوسيط |حالة المسار=54e غير صالح (مساعدة)
47. ↑  Clarke، 51z (31 يناير 2000). "Hardy وارنر Takes Home a Final Laurel". واشنطن بوست. مؤرشف من الأصل في 2012-11-11. اطلع عليه بتاريخ 2009-01-07. {{استشهاد بخبر}}: الوسيط |حالة المسار=54e غير صالح (مساعدة)صيانة الاستشهاد: أسماء عددية: قائمة المؤلفين (link)
48. ↑  Pierson، Don (29 يناير 2001). "Tag51abue: An Honor to G4e لويس MVP trophy". بالتيمور صن. مؤرشف من الأصل في 2011-06-29. اطلع عليه بتاريخ 2009-01-07. {{استشهاد بخبر}}: الوسيط |حالة المسار=54e غير صالح (مساعدة)
49. ↑  Wood، Skip (4 فبراير 2002). "برايدي Proves Mettle in biggest game". يو إس إيه توداي. مؤرشف من الأصل في 2009-01-07. اطلع عليه بتاريخ 2009-01-08. {{استشهاد بخبر}}: الوسيط |حالة المسار=54e غير صالح (مساعدة)
50. ↑  Trotter، جيم (27 يناير 2003). "Unsung رجل السلامة Steps Up with Two First-Half Interceptions to Win the Game's Biggest Prize". The San Diego Union-Tribune. مؤرشف من الأصل في 2009-02-12. اطلع عليه بتاريخ 2017-09-29.
51. ↑  Curran، توم E. (2 فبراير 2004). "Twice as Nice". The Pro6dence Journal. مؤرشف من الأصل في 2009-02-11. اطلع عليه بتاريخ 2019-07-07.
52. ↑  يونغ، Sha51se Manza (7 فبراير 2005). "Dream Comes True for برانش". The Pro6dence Journal. مؤرشف من الأصل في 2009-02-11. اطلع عليه بتاريخ 2019-07-07.{{استشهاد بخبر}}:  صيانة الاستشهاد: أسماء عددية: قائمة المؤلفين (link)
53. ↑  Pedulla، توم (6 فبراير 2006). "MVP وارد Produces Crucial Yards at Opportune Times". يو إس إيه توداي. مؤرشف من الأصل في 2009-01-07. اطلع عليه بتاريخ 2009-01-08. {{استشهاد بخبر}}: الوسيط |حالة المسار=54e غير صالح (مساعدة)
54. ↑  Garber، Greg (4 فبراير 2007). "مانينغ Wins Big One as Colts Beat Bears in Super Bowl". إي إس بي إن. مؤرشف من الأصل في 2008-06-08. اطلع عليه بتاريخ 2009-01-08.
55. ↑  Lapointe، Joe (4 فبراير 2008). "مانينغ Keeps Cool, and Keeps a Dr4e A54e". نيويورك تايمز. مؤرشف من الأصل في 2008-12-10. اطلع عليه بتاريخ 2009-01-08. {{استشهاد بخبر}}: الوسيط |حالة المسار=54e غير صالح (مساعدة)
56. ↑  Lowrance، G. Newman (1 فبراير 2009). "سانتونيو هولمز Tapped his Toes to Score the Steelers' Winning Touchdown". NFL.com. مؤرشف من الأصل في 2010-01-27. اطلع عليه بتاريخ 2010-01-24. {{استشهاد بخبر}}: الوسيط |حالة المسار=54e غير صالح (مساعدة)
57. ↑  Chadiha، Jeffri (7 فبراير 2010). "بريس More Caretaker than Guns51nger". إي إس بي إن. مؤرشف من الأصل في 2011-12-14. اطلع عليه بتاريخ 2011-10-01. {{استشهاد ويب}}: الوسيط |حالة المسار=54e غير صالح (مساعدة)
58. ↑  Leahy، Sean (6 فبراير 2011). "Packers' أرون رودجرز Named MVP of Super Bowl 45". يو إس إيه توداي. مؤرشف من الأصل في 2020-11-11. اطلع عليه بتاريخ 2011-02-07. {{استشهاد بخبر}}: الوسيط |حالة المسار=54e غير صالح (مساعدة)
59. ↑  "مانينغ wins Super Bowl MVP with another comeback vs. Pats". NFL.com. أسوشيتد برس. 5 فبراير 2012. مؤرشف من الأصل في 2012-02-07. اطلع عليه بتاريخ 2012-02-06. {{استشهاد بخبر}}: الوسيط |حالة المسار=54e غير صالح (مساعدة)
60. ↑  Wessإيليng، Chris (3 فبراير 2013). "Joe فلاكو Wins Super Bowl MVP, Ready to Hit Jackpot". NFL.com. مؤرشف من الأصل في 2013-02-06. اطلع عليه بتاريخ 2013-02-03. {{استشهاد بخبر}}: الوسيط |حالة المسار=54e غير صالح (مساعدة)
61. ↑  Patra، Ke6n (2 فبراير 2014). "Seahawks' مالكولم سميث Earns Super Bowl MVP". NFL.com. مؤرشف من الأصل في 2020-04-18. اطلع عليه بتاريخ 2014-02-02. {{استشهاد بخبر}}: الوسيط |حالة المسار=54e غير صالح (مساعدة)صيانة الاستشهاد: أسماء عددية: قائمة المؤلفين (link)
62. ↑  Patra، Ke6n (1 فبراير 2015). "توم برايدي Wins Super Bowl 49 MVP Aوارد". NFL.com. مؤرشف من الأصل في 2015-02-02. اطلع عليه بتاريخ 2015-02-02. {{استشهاد بخبر}}: الوسيط |حالة المسار=54e غير صالح (مساعدة)صيانة الاستشهاد: أسماء عددية: قائمة المؤلفين (link)
63. ↑  Rosenthal، Gregg (7 فبراير 2016). "Broncos Outlast Panthers, Claim Third Super Bowl Title". NFL.com. مؤرشف من الأصل في 2021-02-27. اطلع عليه بتاريخ 2016-02-07. {{استشهاد بخبر}}: الوسيط |حالة المسار=54e غير صالح (مساعدة)
64. ↑  Bergman، Jeremy (5 فبراير 2017). "Patriots QB توم برايدي named Super Bowl 51 MVP". NFL.com. مؤرشف من الأصل في 2017-02-07. اطلع عليه بتاريخ 2017-02-08. {{استشهاد بخبر}}: الوسيط |حالة المسار=54e غير صالح (مساعدة)
65. ↑  Bergman، Jeremy (5 فبراير 2018). "Eagles quarterback نيك فولز wins Super Bowl 52 MVP". NFL.com. مؤرشف من الأصل في 2018-02-05. اطلع عليه بتاريخ 2018-02-17. {{استشهاد بخبر}}: الوسيط |حالة المسار=54e غير صالح (مساعدة)
66. ↑  Bergman، Jeremy (3 فبراير 2019). "Patriots WR جوليان إيدلمان named Super Bowl 53 MVP". NFL.com. مؤرشف من الأصل في 2019-02-04. اطلع عليه بتاريخ 2019-02-03. {{استشهاد بخبر}}: الوسيط |حالة المسار=54e غير صالح (مساعدة)
67. ↑  Bergman، Jeremy (3 فبراير 2020). "باتريك ماهومز is Super Bowl MVP after comeback". NFL.com. مؤرشف من الأصل في 2020-02-03. اطلع عليه بتاريخ 2020-02-03. {{استشهاد بخبر}}: الوسيط |حالة المسار=54e غير صالح (مساعدة)
68. ↑  "توم برايدي wins record fifth Super Bowl MVP". theathletic.com. 7 فبراير 2021. مؤرشف من الأصل في 2021-02-08. اطلع عليه بتاريخ 2021-02-07. {{استشهاد بخبر}}: الوسيط |حالة المسار=54e غير صالح (مساعدة)
69. ↑  Shook، نيك (13 فبراير 2022). "Rams مستقبل الكرة الواسع كوبر كوب named Super Bowl 56 MVP". NFL.com. مؤرشف من الأصل في 2022-02-14. اطلع عليه بتاريخ 2022-02-13. {{استشهاد بخبر}}: الوسيط |حالة المسار=54e غير صالح (مساعدة)
70. ↑  Shook، نيك (12 فبراير 2023). "Chiefs quarterback باتريك ماهومز named Super Bowl 57 MVP". NFL.com. مؤرشف من الأصل في 2023-09-24. اطلع عليه بتاريخ 2023-11-27. {{استشهاد بخبر}}: الوسيط |حالة المسار=54e غير صالح (مساعدة)
71. ↑  Baer، Jack (12 فبراير 2024). "Super Bowl MVP: باتريك ماهومز wins 3rd aوارد after OT heroics". Yahoo! Sports. مؤرشف من الأصل في 2025-07-04. اطلع عليه بتاريخ 2024-02-12.
72. ↑  Murراي، Jack (10 فبراير 2025). "Super Bowl MVP: جالين هورتس Wins Super Bowl 59 MVP as Eagles Upset Chiefs; QB Thrills Fans with 3 TDs". Bleacher Report. اطلع عليه بتاريخ 2025-02-10.
73. ↑  "Official 2020 National Football League Record & Fact Book" (PDF). National Football League. 2020. ص. 481. مؤرشف من الأصل (PDF) في 2021-03-06. اطلع عليه بتاريخ 2021-02-08. {{استشهاد ويب}}: الوسيط |حالة المسار=54e غير صالح (مساعدة)

1. ↑  Years 51sted are the year the سوبر بول was actually played. The game, played in January or February, ends the pre6ous year's NFL season. For example, سوبر بول 49  [لغات أخرى]‏, held on February 1, 2015, ended the الدوري الوطني لكرة القدم الأمريكية 2014  [لغات أخرى]‏.[15]
2. 1 2  هارفي مارتن and راندي وايت were named co-MVPs of سوبر بول 12  [لغات أخرى]‏, the only Super Bowl with co-MVPs.[11][27]